# みすてぃっく☆ばる〜ん
『みすてぃっく☆ばる〜ん』は2002年から公開されたアクションパズルゲーム。個人作によるフリーソフトであり、窓の杜、ベクター、または制作者HPなどからダウンロード可能である。個人のフリーソフトでありながら、市販品に匹敵するぐらいの完成度の高さから、公開から話題を呼びVアプリ（現S!アプリ）にも移植された。パズルゲームのジャンルにおいては、PC専用のフリーソフトでも特に知られたゲームの一つである。ファンの間では「みすばる」という略称もある。
2015年には続編となる『みすてぃっく☆ばる〜ん ver.Circus』も公開された。

## 概要
制作者mimizk、グラフィック及び音楽担当水風叉十郎によるパズルゲーム。ジャンルとしてはアクションパズルに含まれるが、敵キャラが存在しないため、純粋に機転、戦略性、観察力、先見力などパズルに必要な能力が要求される。
ミスティアという魔法使いの少女を動かし、ふと迷い込んだからくり屋敷から脱出するというコンセプトで、画面上に置かれた魔法陣に辿り着けばステージクリアである。彼女はオブジェ（後述）を運ぶ魔法とジャンプする魔法の二つを持っており、その二つを駆使して様々な仕掛けが鏤められたステージを攻略していく。ステージは基本的に全部で50。また4ステージ単位で一つのエリア構成となっており、このエリアにはテーマ、ジャンルが設けられている。また、4ステージのうち1ステージをクリアすることで、次のエリアを選択できる仕組みとなっていて、仮にどこかの面で行き詰まっても先に進めるように配慮されている。エンディングはステージ50をクリアすると見ることができる。
そして、自作面のエディットも可能である。制作者HPでは随時、利用者らによる投稿ステージを随時募集しており、2015年時点で既に2000ステージを超えている。このステージは非常に難度が高いものもあり、また投稿ステージの中で新たに発見されたテクニックなども見られ、後の投稿作品に採用されたりしている。
2002年の公開以降も、バグの修正や細かい改良がおこなわれ、そのたびにバージョンアップを重ねている。バージョン1.18からはDelphi版に移植され、バージョン1.50以降はBGMにOggが採用されている。またいくつかのステージは公開当初のものから一部変更されている。

## 構成
同ゲームを構成するパーツは以下の通り。

### キャラクター
ミスティア
同ゲームの主人公で、魔法使いの少女。オブジェ（ミスティアが運べるものの総称）を運ぶ魔法とジャンプする魔法の二つの能力を持っている。彼女を魔法陣へ導けばステージクリア。他のゲームにはない特徴として向きを変えるときに操作が必要である。
ちび叉
隠れキャラクター。ステージセレクト時に特定の操作をすると出現する。おまけステージではデフォルトキャラクターになっている。操作方法や能力はミスティアと同じ。このキャラクターを選択するとBGMが専用のものになる。

### ブロック類
ブロック
ミスティアが普通に歩ける床になったり、オブジェの運搬を遮る障害物になったりする。
アイスブロック
ミスティアが歩いたり、向きを変えたりするだけで滑っていってしまう。
コンベアブロック
矢印が付いたブロックで、ミスティアが乗るとその方向へ流されてしまう。オブジェは流されない。
ジャンプ禁止ブロック
ミスティアがジャンプできなくなるブロック。オブジェを運ぶことはできる。乗るとミスティアが白く点滅する。
バリアブロック
透明になったブロックで、マジカルボール（後述）を全部取るとバリアが解除され、スペースになってしまう。
ハシゴ
ミスティアが上り下りできる。また、真ん中の部分を歩くこともできる。オブジェを持ったままでも通過できるが、オブジェを下ろすことはできない。
雲
画面上に浮かんでいるブロックで、ミスティアが一度通過すると壊れる。また、頭突きしても壊せる。
牢屋
ミスティアが一度通ると閉まってしまう（初めから閉まっている場合もある）。マジカルボール（後述）を全部回収すると、全部開く。上を歩くこともできるが、オブジェを持ったままの通過は開いた状態であっても不可。

### オブジェ類
ミスティアが持ち運べるものの総称。
バルーン
ミスティアが一つずつ持ち運べる四角の物体。また、普通に上を歩くこともできる。本作のメインとなる仕掛けである。
ジャンプ台
ミスティアが運べる。上に乗ると強制的にジャンプする。また、オブジェを持っている時と持っていないときではジャンプできる高さが違う。

### アイテム類
ミスティアが回収できるものの総称。
マジカルボール
画面上に置かれた緑色の球体（後述のver.Circusでは複数のカラーが存在する）。全部集めるとバリア解除、かつ牢屋全開となる。
カギ
画面上の扉（後述）を開くことができる。全部で99個所持できる。

### その他
扉
カギを持っていれば、開くことができる。また、上を歩くこともできる。
魔法陣
ミスティアが目指すゴール地点。アイテムを全部回収しなくても入れる。また、四方八方どこからでも入れ、足場も必要としない。また、オブジェを持ったままでも入れる。
その他、攻略のために必要な細かいルールや制約、仕様が色々とある。また、オブジェやブロックのデザインは複数存在する。

## みすてぃっく☆ばる〜ん ver.Circus
「みすてぃっく☆ばる〜ん」の続編。前作に比べ、様々な仕様追加がなされている。システムは前作同様4ステージ単位でそれぞれテーマ、ジャンルが設けられた一つのエリア構成となっており、4ステージのうち1ステージをクリアすれば次のエリアを選択できる。また公式には50面であるが、おまけステージも存在する。
前作が「みすばる」の略称でも親しまれてきたことから「みすばるサーカス」とも呼ばれており、ゲームタイトルでは「みす☆ばる」という表記がなされている。

### 構成

#### キャラクター
ミスティア
前作に続き登場。今回は「寝ぼけて自宅と間違えて入ってしまったからくり屋敷から脱出する」というコンセプトのためか、パジャマ姿で登場する（但し、正規ステージの一部と前作のデータでは前作と同じ姿で登場するほか、自作ステージでは旧版のスタイルを選ぶことも可能）。
ペコー
本作より登場。本キャラクターを使用したステージではゴール地点が「ベル」になる（後述）。ゲーム上では「シャン」とともに登場する。
シャン
本作より登場。ペコーのしもべという設定である。ゲーム上では「ペコー」とともに登場する。
ちび叉
前作に続き登場。今回は正規ステージの一部で登場するほか、自作ステージでも選択できる。
叉十郎
おまけステージでのデフォルトキャラクター。他のステージでもステージセレクト時に特定の操作をすると出現する。操作方法や能力は他のキャラクターと同じ。このキャラクターを選択するとBGMが専用のものになる。

#### ブロック類
本作より登場したものを記載。
魔法封印ブロック
オブジェの持ち上げ/下ろしやスイッチの切り替え等ができなくなるブロック。乗るとキャラクターが赤く点滅する。ジャンプは可能。
ON/OFFブロック
スイッチ（後述）を切り替えるごとにONとOFFが切り替わる。ONの時には「ブロック」、OFFの時には「背景」と同じ扱いになる。 OFFの状態でオブジェを重ねている場合、スイッチを切り替えてもONブロックにならない。
縄ハシゴ
基本的にハシゴと同じだが、一度上り下りすると壊れる。

#### オブジェ類
本作より登場したものを記載。
一発台
基本的にジャンプ台と同じだが、最大限の高さ（オブジェを持っている時と持っていないときで異なる）まで飛ぶと効果が消滅し、バルーンと同じ扱いになる。通常時は緑色だが、ジャンプ効果が消滅すると茶色に変わる。
スイッチ
ON/OFFブロックの効果を切り替える。
コンベア反転パネル
ステージ内に存在する全てのコンベアブロックの向きが変わる。

#### その他
本作より登場したものを記載。
リフト
乗ると矢印方向に対して動かせる。青と赤があり、赤は移動できない方向にキーを入れると上下・左右が反転する。利用するにはコマンドを入力して「リフトモード」をONにする必要がある。
オブジェ止め
ここにはオブジェを重ねられないほか、リフトも通過できない。キャラクタの移動は可能。
ワープゾーン
設置されているステージには必ず2個あり、それぞれ対となる部分へワープできる。当たり判定はオブジェ止めと同様。
ハンドル
リフトを遠隔操作できる。利用するにはコマンドを入力して「ハンドルモード」をONにしたあと、操作したいリフトを選んでコマンドを入力しながら操作する。
上昇気流
重なると上昇できる最大限のところまで運ばれる。オブジェを持っていると利用できない。
ベル
キャラクターが「ペコー＆シャン」の場合のゴール地点。性質や当たり判定は魔法陣と同じ。

### 追加要素
実績
特定の要件を満たすと開放される。全部で40存在する。
リプレイ
プレイを記録して、後から再生できる。クリア時に作成するかどうかを選べるほか、途中の状態までで作成することも可能。付属ツールを使用すればリプレイファイルからステージファイルへ変換できる。
ステージエディット
前作に続いて登場するオブジェやブロック等に選択できるデザインが増えたほか、新たに雲・コンベアブロック・マジカルボールも複数デザインから選べるようになった。またステージファイルの形式が変更された(但し前作のステージエディッタで作成された面は、本作でもプレイ・編集が可能である)。キャラクターも選択できる。
コンフィグツール
ゲームの各種設定が行える。